# Ausbildungskommando
Das Ausbildungskommando (AusbKdo) ist eine Kommandobehörde des Heeres der Bundeswehr und seit seiner Aufstellung am 1. April 2013 im Norden von Leipzig in der General-Olbricht-Kaserne stationiert.

## Auftrag
Das Ausbildungskommando verantwortet die Fachaufgabe Ausbildung im Heer und führt truppendienstlich alle Ausbildungseinrichtungen des Heeres, das sind die Schulen, Ausbildungszentren (ehemals Truppenschulen) des Heeres und die Zentralen Ausbildungseinrichtungen des Heeres in der Bundeswehr. Dazu ist das Ausbildungskommando zuständig für die lehrgangsgebundene Individualausbildung, die Truppenausbildung, die streitkräfte- bzw. bundeswehrgemeinsame Ausbildung im Heer und die einsatzvorbereitende Ausbildung an den Zentralen Ausbildungseinrichtungen.

## Geschichte
Das Ausbildungskommando wurde im Rahmen der Neuausrichtung der Bundeswehr zum 1. Juli 2013 in der nach Friedrich Olbricht benannten General-Olbricht-Kaserne in Leipzig neu aufgestellt. Gleichzeitig wurden ihm vom Heeresamt die Ausbildungseinrichtungen des Heeres unterstellt.

## Gliederung
Kommandeur - Dienststellenleitung
- Stellvertretender Kommandeur und Kommandeur Zentrale Ausbildungseinrichtungen
  - Chef des Stabes
    - Stabsgruppe
    - Fachgruppe I - Lehrgangsgebundene Individualausbildung
    - Fachgruppe II - Truppenausbildung

## Unterstellte Truppenteile
Das Ausbildungskommando führt alle Ausbildungseinrichtungen des Heeres. Zu diesem nachgeordneten Kommandobereich gehören etwa 12.000 Soldaten und 3.000 zivile Mitarbeiter.
- Infanterieschule, Hammelburg
  -  Gebirgs- und Winterkampfschule, Mittenwald
  -  Luftlande-/Lufttransportschule, Altenstadt
  -  Ausbildungsstützpunkt Spezialkräfte Heer, Calw
- Panzertruppenschule, Munster
  -  Heeresaufklärungsschule, Munster
  -  Schule gepanzerte Kampftruppen, Munster
  -  Artillerieschule, Idar-Oberstein
- Pionierschule, Ingolstadt
  -  Kampfmittelabwehrschule, Stetten am kalten Markt
- Ausbildungszentrum Spezielle Operationen, Pfullendorf
- Technische Schule des Heeres, Aachen
- Ausbildungs- und Übungszentrum Luftbeweglichkeit, Celle
- Gefechtssimulationszentrum Heer, Wildflecken
- Gefechtsübungszentrum Heer, Letzlingen
- Offizierschule des Heeres, Dresden
  -  Taktikzentrum des Heeres, Dresden
- Unteroffizierschule des Heeres, Delitzsch
- Vereinte Nationen Ausbildungszentrum Bundeswehr, Hammelburg

siehe auch: Ausbildungseinrichtungen des Heeres

## Kommandeure
| Nr. | Name                          | Beginn der Berufung | Ende der Berufung  |
| --- | ----------------------------- | ------------------- | ------------------ |
| 1   | Generalmajor Walter Spindler  | 1. Juli 2013        | 31. Mai 2017       |
| 2   | Generalmajor Norbert Wagner   | 31. Mai 2017        | 29. September 2021 |
| 3   | Generalmajor Michael Hochwart | 29. September 2021  | 30. September 2024 |
| 4   | Generalmajor Olaf Rohde       | 30. September 2024  |                    |